# Josef Goubeau
Josef Goubeau (sinh ngày 31.3.1901 tại Augsburg – từ trần ngày 18.10.1990 tại Stuttgart) là nhà hóa học người Đức.

## Sự nghiệp
Goubeau học hóa học ở Đại học Ludwig Maximilian München (Ludwig-Maximilians-Universität München) từ năm 1921 và đậu bằng tiến sĩ năm 1926 về đề tài điều chỉnh trọng lượng nguyên tử của kali khi nghiên cứu trong nhóm của Otto Hönigschmid dưới sự giám sát của Eduard Zintl. Sau đó, ông làm việc tại Đại học Freiburg, Đại học Clausthal, nơi ông làm nghiên cứu sau tiến sĩ vào năm 1935 về Sự tỏa tia Raman trong hóa phân tích.
Bắt đầu từ năm 1940 ông là giáo viên tại Đại học Göttingen, và từ năm 1951 là giáo sư ở Đại học Stuttgart. Ông tập trung nghiên cứu vào hóa vô cơ tổng hợp và phổ học của các hợp chất bo, silic và phosphor.
Công trình cơ bản quan trọng nhất của ông là về "Schwingungspektroskopie" (Phổ học dao động) và Định luật Hooke như là thước đo sức mạnh của các liên kết hóa học.

## Giải thưởng và Vinh dự
- Bằng tiến sĩ danh dự của Đại học Clausthal và Đại học Ludwig Maximilian München
- Giải tưởng niệm Alfred-Stock năm 1953